# Charles Adolphe Wurtz
Charles Adolphe Wurtz, francoski kemik, * 26. november 1817, Strasbourg, Francija, † 12. maj 1884, Pariz, Francija
Wurtz je najbolj znan po več desetletjih dolgem zagovarjanju atomske teorije in zamislih o strukturi spojin proti skeptičnim mnenjem kemikov, kot sta jih imela Marcellin Berthelot in Henri Sainte-Claire Deville. Zelo je znan med organskimi kemiki po Wurtzevi reakciji, kjer se tvorijo ogljik-ogljikove kovalentne vezi z reagiranjem alkilnih halidov z natrijem, in po svojih odkritjih etilamina, etilenglikola in aldolizacije. Bil je tudi vplivni pisatelj in učitelj.